# 光復駅 (平壌市)
光復駅（クァンボクえき、こうふくえき）は、朝鮮民主主義人民共和国平壌市にある、平壌地下鉄革新線の駅である。

## 駅構造

### 駅舎
駅舎内に金色の金日成像がある。

## 駅周辺
- 光復通り入り口

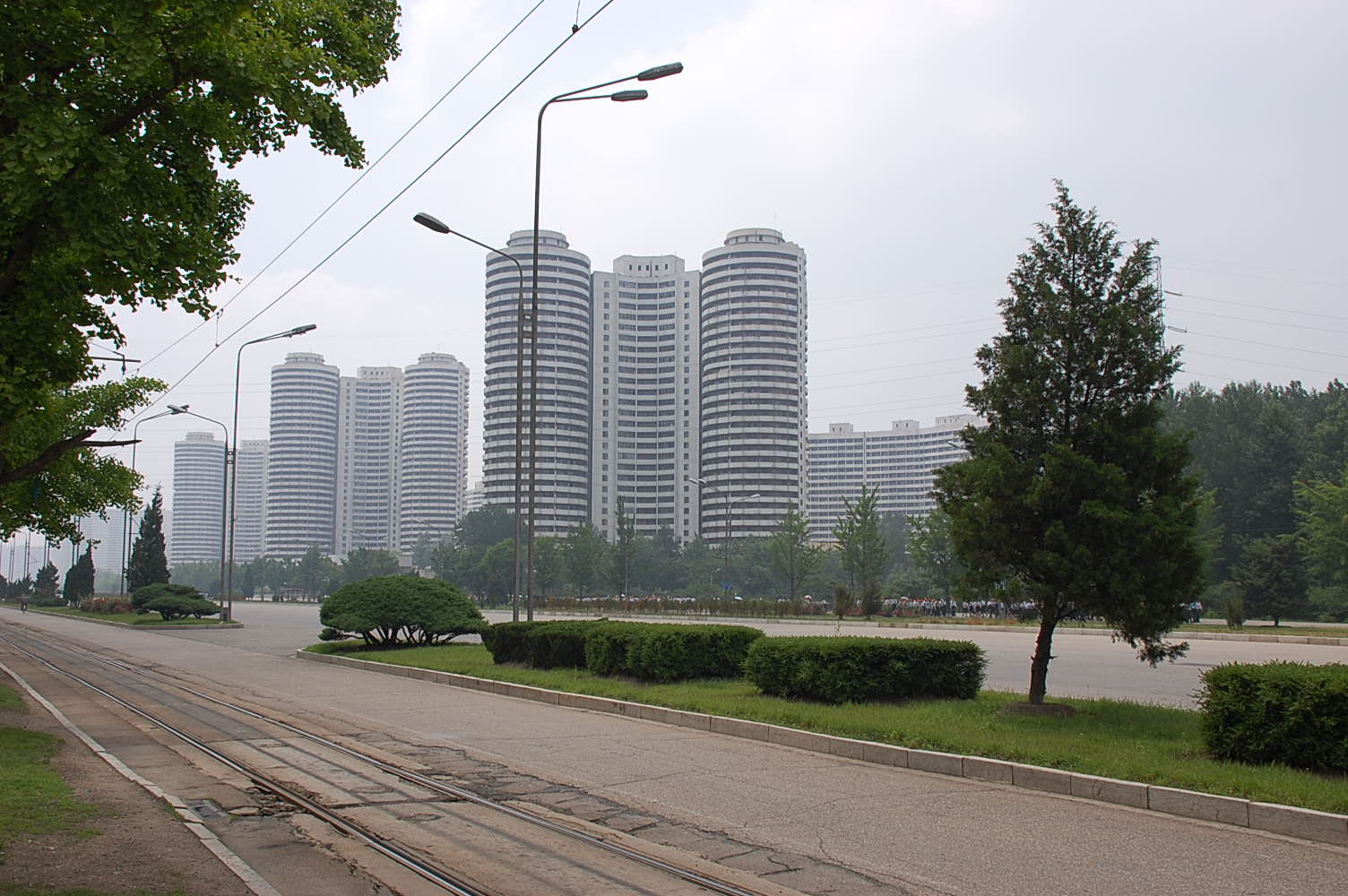
光復通り

  - 第13回世界青年学生祭典（1989年）の頃に建設されたニュータウン、光復通りがここから南西に伸びている。

## 隣の駅
平壌地下鉄
革新線
光復駅 - 建国駅